# Winston Earle
Winston Earle (Kingston, 31 marzo 1948) è un allenatore di calcio ed ex calciatore giamaicano, di ruolo difensore.

## Carriera

### Calciatore
Inizia la carriera in patria al Santos prima di trasferirsi in America per giocare nella NASL, tra le file del Baltimore Bays. Con Bays ottiene il quarto posto della Atlantic Division, non accedendo così alla parte finale del torneo.
Nel 1969 passa ai Syracuse Scorpions, squadra militante nella American Soccer League, ove nella prima stagione di militanza ottiene il secondo posto alle spalle dei Washington Darts.
Nel 1970 segue il suo allenatore Sal DeRosa ai Rochester Lancers, con cui vince la North American Soccer League 1970, battendo in finale proprio i Darts. Earle giocò da titolare entrambi gli incontri delle finali.
Nel 1972 torna ai Bays, questa volta militanti nell'ASL. Nel 1974, pur rimanendo a Baltimora, passa ai Baltimore Comets, con cui raggiunge i quarti di finale della NASL 1974. La stagione seguente è chiusa invece al quinto ed ultimo posto della Eastern Division.

### Allenatore
Nel 1977 inizia la carriera di allenatore al Bay College of Maryland, per poi allenare altre rappresentative scolastiche.
Dal 1986 è assistente presso i Johns Hopkins Blue Jays.

## Palmarès
- Campionato NASL: 1

Rochester Lancers: 1970